# Stirtonanthus insignis
Stirtonanthus insignis là một loài thực vật có hoa trong họ Đậu. Loài này được (Compton) B.-E.van Wyk & A.L.Sc miêu tả khoa học đầu tiên.